# Ханк Джоунс
Хенри (Ханк) Джоунс (на английски: Henry „Hank“ Jones) е американски джаз пианист и композитор.

## Биография
Той е роден на 31 юли 1918 година във Виксбърг, Мисисипи. Започва кариерата си като пианист през 1944 година, когато се премества в Ню Йорк. През 1948 – 1953 година често акомпанира на Ела Фицджералд, включително при нейните турнета в чужбина. През следващите години работи с други известни музиканти, а от 1959 до 1975 година е щатен пианист в телевизията Си Би Ес. През 70-те години започва редовно да издава собствени албуми. През 2009 година получава Грами за цялостен принос.
Ханк Джоунс умира на 16 май 2010 година в Ню Йорк.